# Štefanov
Štefanov (in ungherese Csépányfalva) è un comune della Slovacchia facente parte del distretto di Senica, nella regione di Trnava.